# Минервино Мурђе
Минервино Мурђе (итал. Minervino Murge) је насеље у Италији у округу Барлета-Андрија-Трани, региону Апулија.
Према процени из 2011. у насељу је живело 9242 становника. Насеље се налази на надморској висини од 374 м.

## Становништво
Према резултатима пописа становништва 2011. у општини је живело 9.333 становника.
| 1931.  | 1936.  | 1951.  | 1961.  | 1971.  | 1981.  | 1991.  | 2001.  | 2011. |
| ------ | ------ | ------ | ------ | ------ | ------ | ------ | ------ | ----- |
| 18.779 | 19.132 | 20.772 | 18.427 | 13.409 | 11.909 | 10.982 | 10.213 | 9.333 |